# چارلز کلیدن
چارلز کلیدن (انگلیسی: Charles Clayden؛ زادهٔ ۱۶ نوامبر ۲۰۰۰) بازیکن فوتبال است.